# Grammy a la millor partitura de banda sonora per a suports visuals
El premi Grammy a la millor partitura de banda sonora per a suports visuals és un guardó presentat en els Premis Grammy, una cerimònia que va ser establida en el 1958 i en el seus orígens s'anomenava Premis Gramòfon per al o als compositors d'una partitura original per a una pel·lícula, un programa de televisió, un videojoc o altres mitjans visuals. Aquest o aquests compositors han hagut de realitzar bandes sonores de nova creació en, almenys, el 51% del temps d'aquestes, definint “nova creació” com a aquell material que ha estat gravat en els darrers cinc anys des de la data del concurs i mai abans.

## Guardonats

### Dècada del 2020
| Edició | Imatge             | Guanyador          | Obra      | Nominat(s)/ Nominada(es) | Ref   |
| ------ | ------------------ | ------------------ | --------- | --- | ----- |
| 62     | Hildur Guðnadóttir | Hildur Guðnadóttir | Txernòbil | - Avengers: Endgame – Alan Silvestri - Vuitena temporada de Game of Thrones – Ramin Djawadi - El rei lleó – Hans Zimmer - Mary Poppins Returns – Marc Shaiman | [ 2 ] |